# Baciami qui
Baciami qui è una canzone di Mauro Repetto, singolo di lancio (e unico estratto) del suo album da solista ZuccheroFilatoNero, di cui venne registrato anche un video.
In questo brano sono presenti le collaborazioni di Francesca Touré (voce femminile) e di Michele Chieppi (chitarra).